# 柴田柚菜
柴田 柚菜（しばた ゆな、2003年〈平成15年〉3月3日 - ）は、日本のアイドルであり、女性アイドルグループ乃木坂46のメンバーである。千葉県出身。乃木坂46合同会社所属。

## 来歴
2003年（平成15年）3月3日生まれ。
2018年（平成30年）、『坂道合同新規メンバー募集オーディション』に応募し、8月19日に合格した。同年12月3日、日本武道館で行われた「乃木坂46 4期生お見立て会」で乃木坂46の4期生としてお披露目された。
2021年（令和3年）10月1日、ラジオ番組『金つぶ』（bayfm）のアシスタントMCに北川悠理の後任として就任した。
2022年（令和4年）3月23日発売の29thシングル『Actually...』で表題曲を歌唱する選抜メンバーに初めて選ばれた。
同年3月22日、初めての冠番組であるラジオ番組『乃木坂46 柴田柚菜のDreaming time』（bayfm）に4月5日よりレギュラー出演することが発表された。
2023年（令和5年）7月22日、『アサヒビールスペシャル 独占生中継 隅田川花火大会』（テレビ東京）4年ぶり開催記念ミニドラマ『上を向いて』で主演を務めることが発表された。
2024年（令和6年）1月26日、4月26日から上演される舞台『恋と呼ぶには気持ち悪い』において舞台の主演を初めて務めることが発表された。
2025年（令和7年）3月26日に発売された38thシングル『ネーブルオレンジ』に収録されたアンダー楽曲「交感神経優位」にてセンターを務めた。

## 人物
愛称は、ゆな、ゆんちゃん。妹と弟がおり、ココちゃんという愛犬がいる。

### 趣味・特技
特技は新体操、UFOキャッチャー 。好きな食べ物は枝豆、トマト。
千葉ロッテマリーンズのファンで、小学校の時はマリーンズ・ダンスアカデミー生徒としてチアリーダーを、高校生の時にはお茶やコーラの売り子をしていた。好きなロッテの応援歌は藤岡裕大のテーマ。千葉マリンスタジアムでは、母や友人と一緒に内野自由席で観戦していた。『乃木坂スター誕生!』（日本テレビ）で共演していたぺこぱの松陰寺太勇からは同じ千葉ロッテマリーンズファンという理由でひいきされており、千葉県の広報誌『チーマガ』において千葉マリンスタジアムでぺこぱと撮影を行ったこともある。
2024年、普通自動車の運転免許を取得した。

### 乃木坂46
同期の賀喜遥香と清宮レイと仲が良い。憧れのメンバーは与田祐希と山下美月。

## 作品

### シングル
乃木坂46
- 4番目の光（2019年5月29日、SRCL-11192/3） - EAN 4547366406719。
- 図書室の君へ（2019年9月4日、SRCL-11262/3） - EAN 4547366418576。
- I see...（2020年3月25日、SRCL-11466/7） - EAN 4547366444230。
- 世界中の隣人よ（2020年5月25日）[25]
- Out of the blue（2021年1月27日、SRCL-11686/7） - EAN 4547366487282。
- 猫舌カモミールティー（2021年6月9日、SRCL-11844） - EAN 4547366507300。
- マシンガンレイン（2021年9月22日、SRCL-11880/1） - EAN 4547366522303。
- 他人のそら似（2021年9月22日、SRCL-11888） - EAN 4547366522334。
- Actually...（2022年3月23日、SRCL-12100/8） - EAN 4547366549058。
- 深読み（2022年3月23日、SRCL-12100/8） - EAN 4547366549058。
- 好きになってみた（2022年3月23日、SRCL-12108） - EAN 4547366549089。
- 好きというのはロックだぜ!（2022年8月31日、SRCL-12210/8） - EAN 4547366571950。
- ジャンピングジョーカーフラッシュ（2022年8月31日、SRCL-12212/3） - EAN 4547366571967。
- ここにはないもの（2022年12月7日、SRCL-12330/8） - EAN 4547366590166。
- 甘いエビデンス（2022年12月7日、SRCL-12336/7） - EAN 4547366590203。
- 人は夢を二度見る（2023年3月29日、SRCL-12480/8） - EAN 4547366607307。
- 僕たちのサヨナラ（2023年3月29日、SRCL-12480/8） - EAN 4547366607307。
- Never say never（2023年3月29日、SRCL-12484/5） - EAN 4547366607321。
- おひとりさま天国（2023年8月23日、SRCL-12620/8） - EAN 4547366626612。
- 誰かの肩（2023年8月23日、SRCL-12620/1） - EAN 4547366626612。
- 命の冒涜（2023年8月23日、SRCL-126268） - EAN 4547366626650。
- Monopoly（2023年12月6日、SRCL-12630/8） - EAN 4547366650990。
- 車道側（2024年4月10日、SRCL-12850/8） - EAN 4547366669053。
- 落とし物（2024年8月21日、SRCL-12950/1） - EAN 4547366693973。
- それまでの猶予（2024年12月18日、SRCL-13078） - EAN 4547366716610。
- 懐かしさの先（2025年2月3日）
- 交感神経優位（2025年3月26日、SRCL-13220/1） - EAN 4547366731125。
- 不道徳な夏（2025年7月30日、SRCL-13374/5） - EAN 4547366755992。

### アルバム
乃木坂46
- 今が思い出になるまで（2019年4月17日、SRCL-11140/7） - EAN 4547366401325。
- Time flies（2021年12月15日、SRCL-12020/30） - EAN 4547366534184。

### 映像作品
- いつのまにか、ここにいる Documentary of 乃木坂46（2019年12月25日） - EAN 4988104123695。
- 乃木坂46 7th YEAR BIRTHDAY LIVE 2019.2.21-24 KYOCERA DOME OSAKA（2020年2月5日） - EAN 4547366438956。
- 乃木坂どこへ 第1巻（2020年3月6日） - EAN 4988021717984, EAN 4988021140058。
- 乃木坂どこへ 第2巻（2020年8月7日） - EAN 4988021718141, EAN 4988021140317。
- 乃木坂46 8th YEAR BIRTHDAY LIVE 2020.2.21-24 NAGOYA DOME（2020年12月23日） - EAN 4547366482812。
- ノギザカスキッツ 第1巻（2021年1月8日） - EAN 4988021718264, EAN 4988021140508。
- NOGIZAKA46 Mai Shiraishi Graduation Concert 〜Always beside you〜（2021年3月10日） - EAN 4547366491104。
- ノギザカスキッツ 第2巻（2021年4月2日） - EAN 4988021718271, EAN 4988021140515。
- ノギザカスキッツACT2 第1巻（2021年7月30日） - EAN 4988021718608, EAN 4988021140829。
- ノギザカスキッツACT2 第2巻（2021年10月22日） - EAN 4988021718615, EAN 4988021140836。
- 乃木坂スター誕生! 第1巻（2022年1月14日） - EAN 4988021718738, EAN 4988021140980。
- 乃木坂スター誕生! 第2巻（2022年4月22日） - EAN 4988021718745, EAN 4988021140997。
- 乃木坂46 9th YEAR BIRTHDAY LIVE 5DAYS（2022年6月8日） - EAN 4547366541441, EAN 4547366541465。
- 乃木坂スター誕生!2 第1巻（2022年7月22日） - EAN 4988021718974, EAN 4988021141550。
- 乃木坂スター誕生!2 第2巻（2022年10月28日） - EAN 4988021718981, EAN 4988021141567。
- 乃木坂46 真夏の全国ツアー2021 FINAL! IN TOKYO DOME（2022年11月16日） - EAN 4547366576009, EAN 4547366576016。
- 乃木坂46 10th YEAR BIRTHDAY LIVE（2023年2月22日） - EAN 4547366594324, EAN 4547366594447。
- さ〜ゆ〜Ready?さゆりんご軍団ライブ/松村沙友理 卒業コンサート（2023年4月26日）[26]
- 生田絵梨花 卒業コンサート（2023年4月26日）[26]
- NOGIZAKA46 ASUKA SAITO GRADUATION CONCERT（2023年10月25日） - EAN 4547366631012, EAN 4547366631098。
- 乃木坂46 11th YEAR BIRTHDAY LIVE 5DAYS（2024年2月21日） - EAN 4547366660128, EAN 4547366660135。
- MIZUKI YAMASHITA GRADUATION CONCERT（2024年10月2日） - EAN 4547366701180, EAN 4547366701227。
- 乃木坂46 12th YEAR BIRTHDAY LIVE（2025年2月12日） - EAN 4547366722253。

## 出演

### テレビ番組
- THE突破ファイル（2021年9月16日、日本テレビ）[注 1]
- 再現できたら100万円!THE神業チャレンジ（2021年9月19日、TBS）[28]
- CDTV ライブ!ライブ!（2021年10月4日、TBSテレビ）[注 2]
- ひるまえ ほっと（2021年11月1日、NHK）[注 3]

### ラジオ番組
- 金つぶ（2021年10月1日 - 2022年3月25日、bayfm）アシスタントMC[5]
- 花ラジちば（2022年4月 - 、NHK千葉放送局）月1ゲストMC[32]
- 乃木坂46 柴田柚菜のDreaming time （2022年4月5日 - 、bayfm）MC[33]

### ウェブドラマ
- 猿に会う（2020年4月10日 - 18日、dTV）明石さつき 役[34][35]
- 上を向いて（2023年7月22日、テレビ東京公式YouTubeチャンネル）主演[9]

### 舞台
- 恋と呼ぶには気持ち悪い（2024年4月26日 - 5月5日、東京：ヒューリックホール東京 / 5月10日 - 5月12日、大阪：COOL JAPAN PARK OSAKA TTホール）主演・有馬一花 役[36]